# Nieuw-Holland (Australië)

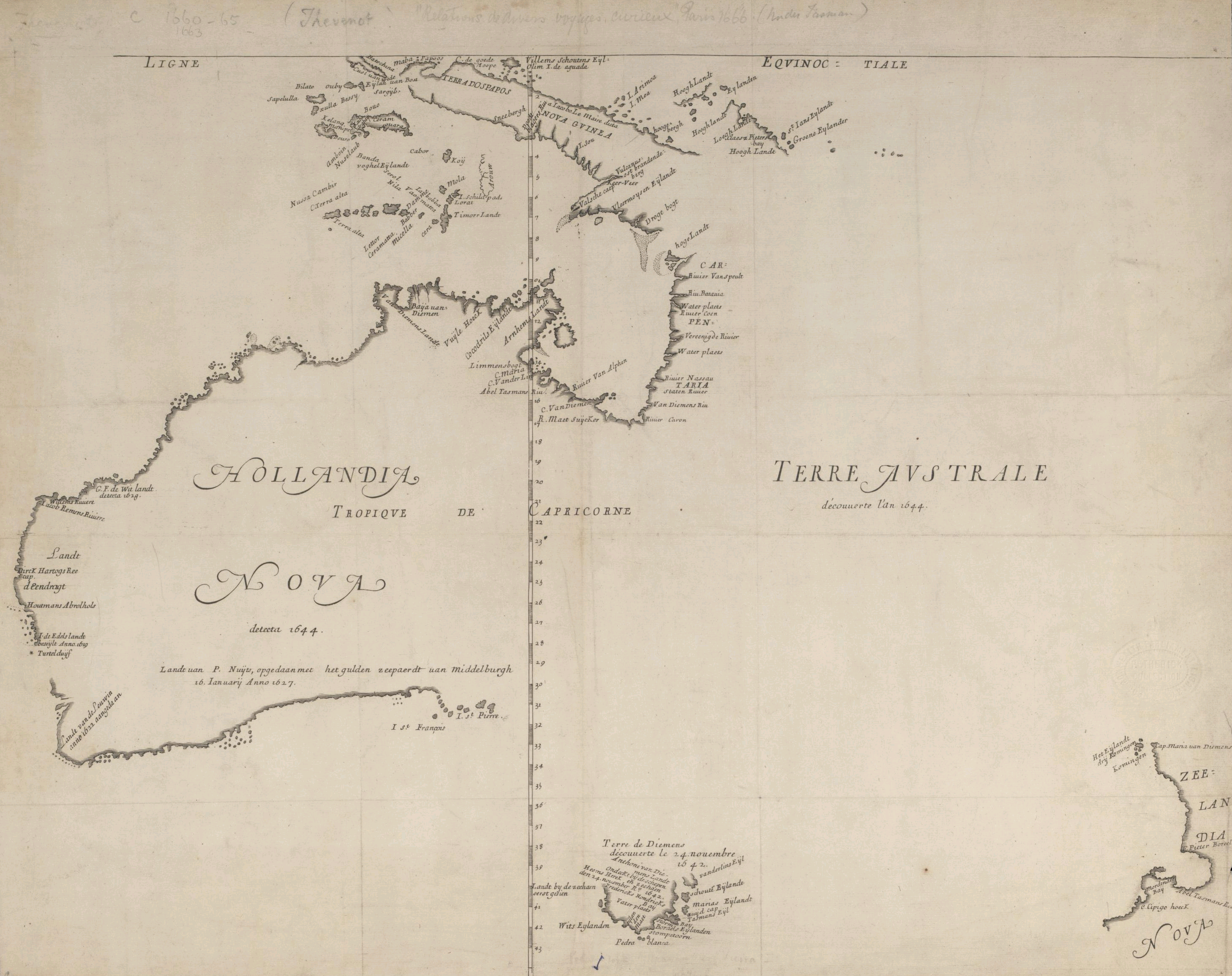
Kaart van Nieuw-Nederland door Melchisédech Thévenot (1670), gebaseerd op gegevens van Willem Janszoon en Abel Tasman; aangekocht door Eugenius van Savoye.

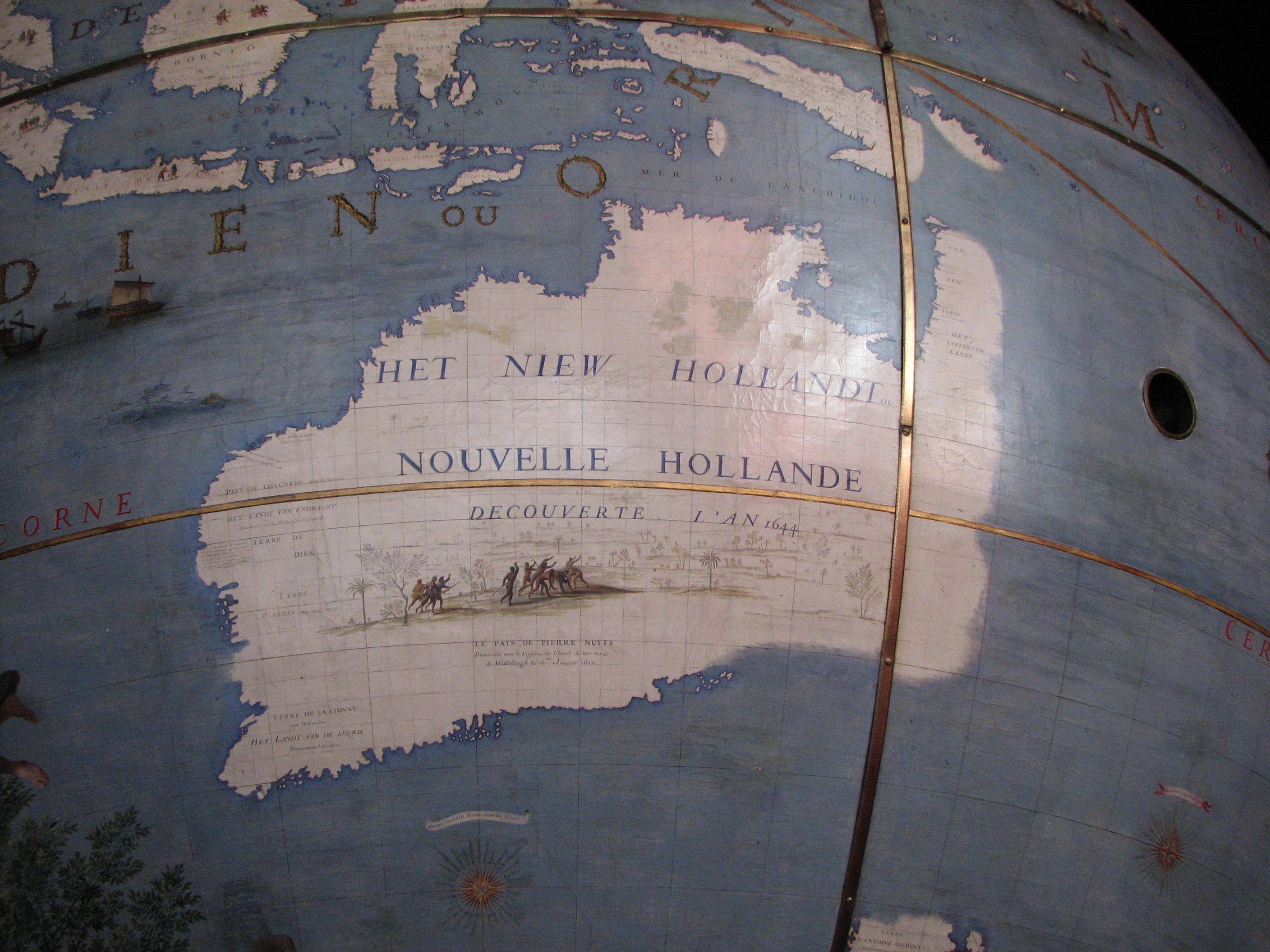
Nieuw-Holland op een globe van Coronelli

Nieuw-Holland is de historische naam voor het continent Australië dat door Nederlanders in kaart is gebracht.
De naam werd in 1644 als eerste gebruikt door Abel Tasman die ook Nieuw-Zeeland zijn naam gaf; het was de bedoeling het hele gebied Nieuw-Nederland te noemen. Dat is niet gebeurd, maar 'Nieuw-Holland' is daarna nog lange tijd gebruikt. Op verschillende kaarten uit de 19e eeuw werd de naam nog gebruikt om er het onontgonnen westen van Australië mee aan te duiden, terwijl in het oosten van Australië de staten New South Wales, Tasmanië, Queensland en Victoria ontstonden. Nog later kwam daar Zuid-Australië bij.
Pas toen de Fransen dreigden om Nouvelle Hollande in het westen van Australië te koloniseren, raakten ook de Britten in het westen van dit continent geïnteresseerd en werd het door hen gekoloniseerd. Matthew Flinders stelde voor de naam Australië te gebruiken en in 1824 veranderde het Verenigd Koninkrijk officieel de naam van zijn kolonie.